# Вітебський єзуїтський колегіум
Вітебський єзуїтський колегіум — навчальний заклад Товариства Ісуса, який діяв у Вітебську. Перестав існувати у зв'язку із вигнанням єзуїтів з Російської імперії.

## Резиденція єзуїтів у Вітебську
Фундатором резиденції єзуїтів у Вітебську був Олександр Госевський. 26 серпня 1637 року він передав резиденції частину земель Смоленської області, які були отримані від царя Владислава IV за захоплення московської фортеці Білої. У 1648 році при резиденції була відкрита школа. Першими її вчителями були Олександр Бєлінський та Матвій Змудський: один викладав у класі інфими, а другий — граматики.
Негативний вплив на розвиток орденської платформи мала війна між Річчю Посполитою та Російською державою (1654—1667). Спочатку резиденція втратила майже всі смоленські володіння, а потім припинила свою діяльність під час ворожої окупації Вітебська. Незабаром школу було відновлено. За словами Л. Гебни, в 1675 році, в ній знову почали викладали поетику, а в 1676 році з'явився клас риторики. Т. Б. Блінов, однак, стверджує, що середня школа почала діяти лише у 1678/1679 навчальному році.

## Діяльність колегіуму

### Школа
У 1682 році резиденція була перетворена на колегіум. Подальший розвиток шкільної освіти перервала Північна війна, яка сильно позначилася на Вітебську. Його нормальне функціонування було відновлено лише у 1713/1714 навчальному році. І вже в 1731/1732 рр. у Вітебському колегіумі з'явилася вища школа — почалося викладання філософії (Л. Гжебен відносить час її появи на 1738 р.). З 1751/1752 почали викладати історію, у 60-х рр. — географію, а з 1790 р. — архітектуру (викладає Гаетано Анджеліні).
У 1783 році Вітебський колегіум разом із Полоцьким залишався єдиним єзуїтським закладом, де молодь могла здобути вищу освіту. Крім того, вітебські єзуїти-вчителі працювали в нижчих гімназіях Чечерська та Лозовиці. Як і в Полоцьку, Товариству Ісусу вдалося практично монополізувати освіту в місті. Так, у 1796 р. у шести класах навчалося 131 чоловік (у I — 46, у II та III — 39, у IV — 35, у V — 7, у VI — 4). У 1802 р. кількість учнів зменшилась до 70, що, можливо, було пов'язано з початком будівництва нового шкільного корпусу. Він був завершений у 1808 році. Перший поверх був відведений для нижчих класів і мав залу для складання іспитів, на другому поверсі розміщувались вищі класи, театр та кабінети.
Коли у другій половині першої декади ХІХ ст. єзуїти рішуче відмовилися підпорядкувати свої навчальні заклади світському університету у Вільнюсі, міністр освіти П. Б. Заводовський наказав відкрити у Вітебській державній гімназії єзуїтські школи, які залишилися без учнів. Однак час показав, що подібними заходами порушити гегемонію єзуїтів в освіті було важко.
На початку війни 1812 року у Вітебську було 16 єзуїтів. Ректор Ігнатій Бжезовський відпустив майже всіх по навколишніх фільварках. Кілька людей, котрі залишилися під охороною єзуїтів, охороняли єзуїтське майно і доглядали за пораненими у шпиталі, на який були перетворені приміщення колегіуму.
Як і все місто, вітебські єзуїти зазнали значних матеріальних втрат від війни. Однак школа і колегуіум в цілому відновились досить швидко. У 1817 р. було 158 учнів, у 1818 р. — 144. У 1819/1820 навчальному році у Вітебську було 21 єзуїт, а в школах займалися 130 учнів .

### Семінарія
Єзуїти створити семінарію для збіднілого дворянства, яке хотіло отримати безкоштовну освіту. Брати Стефан та Ігнатій Лускін створили подібний заклад у Вітебську. Вітебська єзуїтська семінарія розпочала свою роботу в 1753 році. Її першим регентом став один з братів Лускінів — Ігнатій. Семінаристи відвідували заняття в державній школі вітебського єзуїта.

### Школа-інтернат
Семінарію замінила школа-інтернат (будинок-інтернат), який почав діяти не пізніше 1780 р. Інтернат, який займав частину колегіума, приймав дітей від 7 до 14 років. Усі заняття були безкоштовними, але за перебування в пансіонаті потрібно було платити. Так, у 1803 р. вітебські єзуїти взяли у батьків за цю послугу відносно розумну суму — 100 рублів сріблом, що не відрізнялося від цін інших білоруських гуртожитків. Кількість шкіл — інтернатів змінювалася залежно від року. Якщо в 1784 році було 12 хлопців а в 1796 р. — 11 , то в 1803 р. — лише 7, а в 1807 р. — вже 17.

### Музичний бурса та шкільний театр
Музичний бурса у вітебській резиденції єзуїтів з'явився в середині 70-х. XVII ст. Музичні інструменти, як і скрізь у таких установах, дарували благодійники або купували самі єзуїти. Наприклад, вітебський підкоморій Адам Францишек Кисель подарував наприкінці XVII століття місцевим єзуїтам орган за 400 польських злотих. У 1737–1738 рр.у капелі бурси були гобої, валторни, труби, клавікорд, орган, скрипки, альти, баси, басони та квартвіоли.
Студенти бурси брали участь не лише в богослужіннях, але й працювали над багатьма іншими важливими церковними та світськими подіями міста. Згідно «Книги про парафії-видатки вітебської бурси», діяльність музичної установи єзуїтів принесла непоганий прибуток. У 1753 р. дохід вітебської бурси становив 1138 злотих, у 1754 р. — 1780, у 1755 р. — 1634, 1756 р. — 1552, а у 1757 р. — 1646 р. Бурсисти забезпечували музичний супровід воєвод та їх оточення, весілля тощо.. У 1796 році в бурсі було 14 хлопців, а в 1808 р. — 12.
З 1668 року у Вітебську почав діяти шкільний театр, який влаштовував вистави на честь місцевого воєводи та інших важливих членів уряду.

### Третя пробація
Одним із спеціальних навчальних закладів, який діяв у Вітебському колегіумі у 1810–1811 та 1817–1820 рр., була так звана «третя пробація» (tertio probatio). Вона була призначена для всіх членів Товариства Ісуса, які вже були висвячені на священників і пройшли курс теології. Під керівництвом досвідченого отця-єзуїта, інструктора, учасники Третьої Пробації впродовж року вивчали закон Ордену і, вивчаючи листи Ігнатія Лойоли, засновника Товариства Ісуса, і щомісяця проводячи зустрічі в тиші, поглиблювали своє знайомство з духовністю Ордена. Її інструкторами були Йосиф Мікулов (1810–1811) та Алоїс Ландес (1817–1820).

### Бібліотека
У колегіумі існувала невелика бібліотека. У 1773 році вона містила близько 3000 книг. Пізніше її колекція значно збагатилася передачею частини бібліотеки Залуських (близько 500 томів), а також завдяки дарам єзуїта Крістофа Якеля, який у 1779 р. привіз у Білорусь із Богемії свою багату бібліотеку, та ректора колегіума Яна Заранака (233 книги). У цьому випадку після виїзду єзуїтів із країни у Вітебській бібліотеці залишилось лише 3513 книг.

## Визначні постаті колегіума

### Начальство
- Самуїл Кастюкевич (1682—1685; у 1680—1682 — начальник резиденції)
- Стефан Висоцький (1685—1689)
- Валентин Германовський (1689—1692)
- Кіпріан Куновський (1692—1695)
- Бенедикт Биковський (1695—1698)
- Олександр Хлюдинський (1698—1701)
- Андрій Сяклюцький (1701—1704)
- Войцех Денишевський (1704—1709)
- Войцех Богушевич (1709—1713)
- Мацей Кавенскі (1713—1716)
- Станіслав Дібковський (1716—1727)
- Міхал Кахановський (1727—1731)
- Ян Іллініч (1731—1735, 1750—1753)
- Ян Парецький (1735—1738)
- Ентоні Міштольд (1738—1740)
- Юрій Барщ (1741—1743)
- Фелікс Вербицький (1743—1746)
- Францишек Огінський (1746—1749)
- Ентоні Хандинський (1749—1750)
- Станіслав Жаба (1753—1759)
- Мацей Зубовський (1759—1763)
- Микола Трабицький (1763—1766)
- Стефан Найшевський (1766—1772)
- Казимир Прострельський (1772—1784)[2]

### Ректори
- Казимир Прострельський (1784—1795)
- Францишек Юревич (1795—1798)
- Людвік Ржавуський (1798—1802)
- Ян Ластовський (1802—1805)
- Ян Заранак (1805—1809, 1813—1817)
- Ігнатій Бжезовський (1809—1813)
- Ян Марцінкевич (1817—1820)[2]

### Викладачі
- Гаетано Анджеліні, педагог, архітектор; один із керівників будівництва церкви святого Йосифа у Вітебську
- Ігнатій Бжезовський, викладач, професор та секретар Полоцької єзуїтської академії
- Тадеуш Бжезовський, учитель, генерал Товариства Ісуса
- Казимир Гласько, професор Полоцької єзуїтської академії та колегіуму деревного колегіуму (Ірландія)
- Норберт Корсак, професор коледжу Стоунхерста (Велика Британія)
- Алаїз Ландес, ректор Полоцької єзуїтської академії та Тернопільського єзуїтського колегіуму
- Антоній Люстіг, помічник генерального вікарія Товариства Ісуса, провінція Білоруської провінції Товариства Ісуса, перший ректор Полоцької єзуїтської академії
- Рафал Маркіянович, професор Полоцької єзуїтської академії, ректор Тернопільської єзуїтської колегії, провінція Галицької провінції Товариства Ісуса
- Нікод Мусницький, поет і драматург, професор Полоцького сільського училища
- Яків Пірлінг, професор Полоцької єзуїтської академії, майор Товариства Ісуса
- Станіслав Венвіетоховський, провінція Білоруської провінції Товариства Ісуса, провінція Галицької провінції Товариства Ісуса
- Юзаф Цитович, головний редактор «Полоцького щомісяця», ректор Тернопільської єзуїтської колегії

### Випускники
- Францишек Богомолець, драматург, публіцист, видавець[22] .